# 葛兆源
葛兆源，MH（1984年7月21日—），香港工運人士，原籍上海嘉定，香港工會聯合會成員，現任香港荃灣區議會荃灣西北選區議員。2020年，香港特區政府向葛兆源頒授榮譽勳章，肯定他10年來一直對荃灣區議會的工作及文娛康樂體育所作出的貢獻。

## 生平
葛兆源於小學就讀海壩街官立小學，中學則就讀位於荃灣綠楊新邨的廖寶珊紀念書院。
於2005年入職工聯會地區服務處，進行青年工作。2009年調任荃灣地區服務處，到荃灣福來選區服務，為當時新界西立法會議員王國興擔任議員助理。由於2007年區議會選舉工聯會的候選人只以小幅差距落敗，而福來邨籍貫為江浙的居民為數不少，工聯會以葛兆源是籍貫江浙，而且於福來邨長大，故選擇他到福來選區服務為未來的選舉作準備工作。
由於原任荃灣區議會福來選區的區議員趙葭甫去世，於2011年7月24日舉行補選，葛兆源以2,086票，擊敗1,006票的民主黨候選人梅綺玲，千多票的差距勝出，成功為工聯會奪下於荃灣的區議會席次，其後在2011年11月6日的第四屆區議會選舉中成功連任。
2012年的立法會選舉中，位列工聯會麥美娟五人名單中的第四名，於新界西選區參選，成功協助麥美娟當選立法會議員。
2015年的區議會選舉中，宣佈參選連任，在提名期的最後一天有一名泛民傘兵參選以圖阻止自動當選，但由於該位人士不合符參選人資格，故選委會宣佈提名無效，結果葛兆源在無對手的情況下，當選第五屆荃灣區議會議員，並在第五屆區議會擔任文娛康樂及體育委員會主席及其他六個委員會的委員。
2016年再次參與立法會換屆選舉，位列工聯會麥美娟五人名單中的第三名，於新界西選區參選並成功協助麥美娟以49,680票連任立法會議員。
2019年香港區議會選舉，葛再度角逐連任，主要對手是民主黨的黃湛聯，結果葛仍贏黃500餘票成功連任。
2020年，獲香港特區政府頒授榮譽勳章，肯定15年一直對荃灣區議會工作及文娛康樂體育作出的貢獻。本來於同年舉行的2020年香港立法會選舉，位列工聯會麥美娟六人名單中的第二名，為名單中唯一一位現任區議員。
2021年，當選新改組選委會委員(第4界別、新界分區委員會、地區撲滅罪行委員會及地區防火委員會委員的代表)。2022年1月，自動當選荃灣區議會環境、衞生及氣候變化委員會主席。

### 歷屆選舉結果
| 政党   | 政党   | 候选人    | 票数   | %     | ±      |
| ------ | ------ | --------- | ------ | ----- | ------ |
|        | 工聯會 | ①. 葛兆源 | 9,783  | 43.30 | 不適用 |
|        | 獨立   | ②. 黃超華 | 959    | 4.24  | 不適用 |
|        | 獨立   | ③. 鍾展滔 | 1,641  | 7.26  | 不適用 |
|        | 民建聯 | ④. 黃啟進 | 10,213 | 45.20 |        |
| 多数票 | 多数票 | 多数票    | 8,142  | 36.03 | 不適用 |

| 政党   | 政党   | 候选人    | 票数  | %     | ±      |
| ------ | ------ | --------- | ----- | ----- | ------ |
|        | 獨立   | ①. 伍嘉儀 | 226   | 4.15  | 不適用 |
|        | 工聯會 | ②. 葛兆源 | 2,871 | 52.70 | 不適用 |
|        | 民主黨 | ③. 黃湛聯 | 2,351 | 43.15 | 不適用 |
| 多数票 | 多数票 | 多数票    | 520   | 9.54  | 不適用 |

| 政党   | 政党   | 候选人 | 票数     | %      | ±      |
| ------ | ------ | ------ | -------- | ------ | ------ |
|        | 工聯會 | 葛兆源 | 自動當選 | 不適用 | 不適用 |
| 多数票 | 多数票 | 多数票 | 不適用   | 不適用 | 不適用 |

| 政党   | 政党   | 候选人    | 票数  | %     | ±      |
| ------ | ------ | --------- | ----- | ----- | ------ |
|        | 民主黨 | ①. 梅綺玲 | 869   | 25.71 | ▼6.83  |
|        | 工聯會 | ②. 葛兆源 | 2,511 | 74.29 | ▲6.83  |
| 多数票 | 多数票 | 多数票    | 1,642 | 48.58 | 不適用 |

| 政党   | 政党   | 候选人    | 票数  | %     | ±      |
| ------ | ------ | --------- | ----- | ----- | ------ |
|        | 工聯會 | ①. 葛兆源 | 2,086 | 67.46 | 不適用 |
|        | 民主黨 | ②. 梅綺玲 | 1,006 | 32.54 | 不適用 |
| 多数票 | 多数票 | 多数票    | 1,080 | 34.93 | 不適用 |

## 家庭
葛兆源的妻子，是在2011年區議會選舉在元朗富恩選區中擊敗職工盟李卓人的「工聯會小花」劉桂容，二人於2012年12月結婚，於2013年7月誕下兒子。

## 資料來源
1. 1 2   (PDF). 2016立法會選舉.   [2016-09-14]. （原始内容存档 (PDF)于2020-12-03）.
2. ↑  .   [2013-11-12]. （原始内容存档于2020-11-27）.
3. ↑  工聯麥美娟葉偉明 新界選區東西呼應 （页面存档备份，存于）《香港文匯報》
4. ↑  佳績迎佳期：工聯「小花」年底嫁葛兆源 （页面存档备份，存于）《香港文匯報》
5. ↑  工聯劉桂容喜誕七月B （页面存档备份，存于）《香港太陽報》